# L'Article des lucioles

L'Article des lucioles est un article de Pier Paolo Pasolini publié dans le journal Corriere della sera du 1er février 1975, sous le titre « Il vuoto del potere in Italia » (« Le vide du pouvoir en Italie »), et repris dans son livre Écrits corsaires.
Depuis sa parution, cet article polémique à propos de l’héritage du fascisme ne cesse de connaître une audience grandissante, de par l’acuité du propos et la métaphore des lucioles développée par l'auteur. Celle-ci trouve une profonde résonance dans les réactions face aux crises écologiques  contemporaines.

## Héritage deL'Article des lucioles
(Liste chronologique indicative)
En 2009, Georges Didi-Huberman consacre un ouvrage en forme de réponse au « désespoir » de Pasolini, intitulé Survivances des lucioles.
En 2014, une exposition, qui emprunte son titre à l'article de Pasolini, se tient dans l'ancienne prison Sainte-Anne d'Avignon.
En 2018, le cinéaste canadien Sébastien Pilote sort La Disparition des lucioles, film dont le titre lui est inspiré par l'article de Pasolini.
En 2018 encore, le livre Nous voulons des coquelicots de Fabrice Nicolino et François Veillerette fait référence à l'article de Pasolini, notamment dans sa préface.
En 2020, Aurel Rotival soutient une thèse, Images-lucioles : Iconologie chrétienne et marxisme hérétique dans le cinéma européen des années 1960 et 1970, dans laquelle l'article "offre la matrice allégorique et théorique permettant d’appréhender la séquence historico-politique singulière qui va de la fin des années 50 au milieu des années 70."